# 케이디 스트리클런드
케이디 스트리클런드(영어: KaDee Strickland, 1975년 12월 14일 ~ )는 미국의 배우이다.

## 출연 작품
- 사랑할 때 버려야 할 아까운 것들